# جون هنري باترسون (كاتب)
جون هنري باترسون (بالإنجليزية: John Henry Patterson)‏ هو كاتب وضابط أيرلندي، ولد في 10 نوفمبر 1867 في جمهورية أيرلندا، وتوفي في 18 يونيو 1947 في بل أير ‏ في الولايات المتحدة.